# Iraq Stock Exchange
Die Iraq Stock Exchange (dt. „Wertpapierbörse des Irak“, Abkürzung ISX) ist die Wertpapierbörse des Irak. Sie wurde am 24. Juni 2004 eröffnet und hat ihren Sitz in Bagdad. Der Handel an der Börse findet montags und mittwochs zwischen zehn und zwölf Uhr statt. Die Börse ist eine Non-Profit-Organisation, deren Eigentümer die Broker sind. Die Regierung des Irak hat keine Weisungsbefugnis, die Beaufsichtigung erfolgt durch eine Börsenaufsichtsbehörde.

## Hintergründe

### Geschichte
Bereits 1992 gab es in Bagdad eine Aktienbörse. Diese war aber vollständig staatlich kontrolliert, weshalb die heutige Börse sich ausdrücklich nicht als deren Nachfolger ansieht.
Der Börsenhandel fand zu Beginn im Hinterzimmer einer Gaststätte statt, inzwischen befindet sie sich aber in einem eigenen bewachten Gebäude.

### Handelssystem
Der Handel an der Iraq Stock Exchange basiert derzeit noch auf einem System, bei dem die Kursveränderungen noch per Hand an einer Tafel notiert werden. Finanziert durch internationale Spenden in Höhe von 7 Mio. US-Dollar wird derzeit jedoch ein Handelssystem der schwedisch-amerikanischen Börse Nasdaq OMX implementiert, das zukünftig den elektronischen Handel an der Iraq Stock Exchange übernehmen soll.

### Marktdaten
Gelistet waren 2007 93 Unternehmen, 2006 waren es 80, davon 29 Industrieunternehmen, 18 Kreditinstitute, 13 Dienstleister, zehn Agrarunternehmen, 10 Unternehmen aus dem Hotel- und Tourismusgewerbe, neun Investmentgesellschaften und vier Versicherungen.
2006 betrug die Marktkapitalisierung zwei Billionen Dinar. Der „ISX-Index“ der Börse hatte im Jahr 2004 einen Stand von 64,996 Punkten, bis Ende Juni 2007 fiel er auf 25,694 Punkte. Seit April 2007 dürfen auch ausländische Investoren an der Börse handeln.

## Indizes
Der primäre Index der Börse ist der ISX-Index.

## Mitgliedschaften
Die Börse ist Mitglied in:
- Federation of Euro-Asian Stock Exchanges[2]
- Arab Federation of Exchanges[3]